# Wszystko o Miriam
Wszystko o Miriam (ang. There’s Something About Miriam) – brytyjski program reality show, zrealizowany w Hiszpanii. Głównym założeniem twórców programu było pokazanie widzom czegoś nowego, kontrowersyjnego.
W hiszpańskiej willi na dwa tygodnie zamkniętych zostało sześciu mężczyzn i jedna kobieta, meksykańska modelka o imieniu Miriam, o której względy rywalizowali panowie. W ciągu dwóch tygodni musieli zdobyć jej zaufanie i przypodobać się. Przed uczestnikami postawionych zostało kilka niezbyt wymagających zadań, jak np. kurs masażu, salsy, przygotowanie potrawy czy zrobienie striptizu, nie zabrakło także konkurencji sportowych. Zadania te miały pomóc Miriam w wyborze zwycięzcy. W wyborach pomagali jej doradcy: dwie przyjaciółki oraz były wojskowy, wymyślający zadania zręcznościowe.
Reakcje panów były pozytywne, zacięcie zabiegali o względy Miriam, uciekali się nawet do podstępów. Uczestnikom programu nie powiedziano jednak, iż modelka była trans kobietą, która nie przeszła operacji korekty płci, a jedynie powiększyła sobie piersi i przyjmowała żeńskie hormony. Fakt ten był zatajony przed uczestnikami programu, wiedzieli o nim tylko widzowie. Główną nagrodą w programie był tygodniowy rejs z Miriam oraz dziesięć tysięcy funtów. Zwycięzca, Tom, początkowo zgodził się przyjąć nagrodę, jednak po namyśle zrezygnował. Uczestnicy programu podali producentów do sądu, zarzucając im szkody moralne, jednakże obie strony zawarły porozumienie.
Po latach prześladowania główna bohaterka popełniła samobójstwo w 2019 roku. 